# Jesse (Fernsehserie)
Jesse ist eine US-amerikanische Sitcom, die von September 1998 bis Mai 2000 von NBC ausgestrahlt wurde. Die Hauptrolle spielte Christina Applegate. Trotz hoher Einschaltquoten wurde die Serie nach zwei Staffeln wieder abgesetzt.

## Handlung
Die Handlung spielt in der Stadt Buffalo. Jesse Warner ist die alleinerziehende Mutter des zehnjährigen Little John und kellnert in der „Bayern Bar“ ihres Vaters John. Einen weiteren wichtigen Part in Jesses Leben spielen ihre beiden Brüder, von denen einer sich entschlossen hat, nicht mehr zu sprechen. Aber auch ohne Worte hat John Jr. oft einen weisen Rat für Jesse auf Lager. Ihr zweiter Bruder Darren ist immer charmant, immer pleite und jagt der „todsicheren Geschäftsidee“ hinterher. Jesse trägt sämtliche Verantwortung für die Familie allein auf ihren Schultern und möchte zusätzlich ihren Traum von einer unkomplizierten Romanze und einer Ausbildung zur Krankenschwester verwirklichen. Weitere Unterstützung in ihrem turbulenten Alltag erhält sie dabei von ihrer ebenfalls als Kellnerin arbeitenden High-School-Freundin Linda.
Für weiteren Wirbel in der Familie sorgt der heißblütige Diego, der in das Haus nebenan einzieht und bald einen wichtigen Platz in Jesses Gefühlsleben einnimmt. Leider ist ihr Vater John Warner Sen. der festen Überzeugung, dass Diego nicht der richtige Mann für seine Tochter ist. Er bemüht sich, die Beziehung zwischen den beiden zu stören, wo er kann. Doch damit nicht genug: Jesses Leben verkompliziert sich weiter durch das regelmäßige Auftauchen ihres Ex-Manns, der immer wieder versucht, sie und den Rest der Familie zurückzugewinnen.
In der zweiten Staffel wird Jesse Krankenschwester und ihre Familienmitglieder spielen in der Handlung keine Rolle mehr.

## Synchronisation
| Rolle           | Schauspieler        | Synchronsprecher                                       |
| --------------- | ------------------- | ------------------------------------------------------ |
| Jesse Warner    | Christina Applegate | Claudia Lössl                                          |
| Little John     | Eric Lloyd          | Maximilian Schuller                                    |
| Diego Vasquez   | Bruno Campos        | Mark Seidenberg                                        |
| Linda           | Liza Snyder         | Sabine Falkenberg                                      |
| John Warner     | George Dzundza      | Klaus Dittmann                                         |
| John Warner jr. | John Lehr           | Robin Brosch                                           |
| Darren Warner   | David DeLuise       | Konstantin Graudus                                     |
| Carrie          | Jennifer Milmore    | Tina Eschmann                                          |
| Dr. Danny Kozak | Kevin Rahm          | Matthias Klimsa                                        |
| Kurt            | Darryl Theirse      | Thomas Karallus (1. Stimme) Erik Schäffler (2. Stimme) |
| Roy             | Michael Weatherly   | Till Demtrøder                                         |